# Episodi de Il laboratorio di Dexter (prima stagione)
La prima stagione della serie animata Il laboratorio di Dexter, composta da 13 episodi, è stata trasmessa negli Stati Uniti, da TNT, TBS e Cartoon Network, dal 27 aprile 1996 al 1º gennaio 1997.
In Italia è stata trasmessa su TELE+1, all'interno del programma contenitore Telepiù Bambini, dal 5 aprile 1997. In seguito è stata ritrasmessa con un nuovo doppiaggio e adattamento su Italia 1 dal 1999, con la sigla composta da Cristina D'Avena.
| nº  | Codice di produzione | Titolo originale                      | Titolo italiano                | Prima TV USA     | Prima TV Italia |
| --- | -------------------- | ------------------------------------- | ------------------------------ | ---------------- | --------------- |
| 1a  | 102a                 | DeeDeemensional                       | Viaggi nel tempo               | 27 aprile 1996   | 5 aprile 1997   |
| 1b  | 102b                 | Dial M for Monkey: Magmanamus         | Che sonno!                     | 27 aprile 1996   | 5 aprile 1997   |
| 1c  | 102c                 | Maternal Combat                       | La mamma automa                | 27 aprile 1996   | 5 aprile 1997   |
| 2a  | 103a                 | Dexter Dodgeball                      | La giustificazione             | 4 maggio 1996    | 12 aprile 1997  |
| 2b  | 103b                 | Dial M for Monkey: Rasslor            | Duello cosmico                 | 4 maggio 1996    | 12 aprile 1997  |
| 2c  | 103c                 | Dexter's Assistant                    | L'assistente                   | 4 maggio 1996    | 12 aprile 1997  |
| 3a  | 101a                 | Dexter's Rival                        | Il rivale                      | 11 maggio 1996   | 19 aprile 1997  |
| 12a | 112a                 | Dexter's Rival                        | Il rivale                      | 11 maggio 1996   | 19 aprile 1997  |
| 3b  | 101b                 | Dial M for Monkey: Simion             | Un simpatico scimmione         | 11 maggio 1996   | 19 aprile 1997  |
| 3c  | 101c                 | Old Man Dexter                        | Voglio vedere la TV            | 11 maggio 1996   | 19 aprile 1997  |
| 4a  | 104a                 | Double Trouble                        | Guai multipli                  | 18 maggio 1996   | 26 aprile 1997  |
| 4b  | 104b                 | Dial M for Monkey: Barbequor          | Il compleanno                  | 18 maggio 1996   | 26 aprile 1997  |
| 4c  | 104c                 | Changes                               | Cambiamenti                    | 18 maggio 1996   | 26 aprile 1997  |
| 5a  | 106a                 | Jurassic Pooch                        | Il cagnolino giurassico        | 25 maggio 1996   | 3 maggio 1997   |
| 5b  | 106b                 | Orgon Grindor                         | Il suonatore di organetto      | 25 maggio 1996   | 3 maggio 1997   |
| 5c  | 106c                 | Dimwit Dexter                         | Un piccolo guasto              | 25 maggio 1996   | 3 maggio 1997   |
| 6a  | 105a                 | Dee Dee's Room                        | La cameretta                   | 1º giugno 1996   | 10 maggio 1997  |
| 6b  | 105b                 | Dial M for Monkey: Huntor             | Il cacciatore                  | 1º giugno 1996   | 10 maggio 1997  |
| 6c  | 106c                 | The Big Sister                        | La grande sorella              | 1º giugno 1996   | 10 maggio 1997  |
| 7a  | 107a                 | Star Spangled Sidekicks               | L'aiutante di Major Glory      | 20 novembre 1996 | 17 maggio 1997  |
| 7b  | 107b                 | The Justice Friends: TV Super Pals    | Tutti matti per la televisione | 20 novembre 1996 | 17 maggio 1997  |
| 7c  | 107c                 | Game Over                             | Eroi dei videogiochi           | 20 novembre 1996 | 17 maggio 1997  |
| 8a  | 111a                 | Babysitter Blues                      | La babysitter                  | 27 novembre 1996 | 24 maggio 1997  |
| 8b  | 111b                 | The Justice Friends: Valhallen's Room | La chitarra di Van Hallen      | 27 novembre 1996 | 24 maggio 1997  |
| 8c  | 111c                 | Dream Machine                         | La macchina dei sogni          | 27 novembre 1996 | 24 maggio 1997  |
| 9a  | 108a                 | Dollhouse Drama                       | Dexter e le bambole            | 4 dicembre 1996  | 1997            |
| 9b  | 108b                 | The Justice Friends: Krunk's Date     | La ragazza di Krunk            | 4 dicembre 1996  | 1997            |
| 9c  | 108c                 | The Big Cheese                        | Omelette al formaggio          | 4 dicembre 1996  | 1997            |
| 10a | 110a                 | Way of the Dee Dee                    | Una nuova vita                 | 11 dicembre 1996 | 1997            |
| 10b | 110b                 | The Justice Friends: Say Uncle Sam    | W lo zio Sam                   | 11 dicembre 1996 | 1997            |
| 10c | 110c                 | Tribe Called Girl                     | Alla scoperta di un mondo rosa | 11 dicembre 1996 | 1997            |
| 11a | 109a                 | Spacecase                             | Gli alieni e mia sorella       | 18 dicembre 1996 | 1997            |
| 11b | 109b                 | The Justice Friends: Ratman           | Ratman                         | 18 dicembre 1996 | 1997            |
| 11c | 109c                 | Dexter's Debt                         | La bolletta                    | 18 dicembre 1996 | 1997            |
| 12b | 112b                 | The Justice Friends: Bee Where?       | Attenti al pungiglione         | 25 dicembre 1996 | 1997            |
| 12c | 112c                 | Mandarker                             | La gara di scienze             | 25 dicembre 1996 | 1997            |
| 13a | 113a                 | Inflata Dee Dee                       | Che hai sorellina?             | 1º gennaio 1997  | 1997            |
| 13b | 113b                 | The Justice Friends: Can't Nap        | L'allergia                     | 1º gennaio 1997  | 1997            |
| 13c | 113c                 | Monstory                              | Uao, che mostri!               | 1º gennaio 1997  | 1997            |

## Viaggi nel tempo
- Titolo originale: DeeDeemensional
- Diretto da: Rob Renzetti e Genndy Tartakovsky

### Trama
Dexter cade vittima di una delle sue stesse invenzioni e rimanda Dee Dee indietro nel tempo per avvertire se stesso del passato delle conseguenze, tuttavia il Dexter passato si rivela difficile da convincere.
- Note: l'episodio era noto inizialmente col titolo Dimensione Dee Dee.

## Che sonno!
- Titolo originale: Dial M for Monkey: Magmanamus

### Trama
Dexter scopre che la sua scimmietta ha dei superpoteri e può diventare un supereroe, trasformandosi in Supermito Scimmia. Il supereroe deve fermare un mostro fatto di lava chiamato Magnanamus, che è stato disturbato dal suo sonno e sta seminando il terrore in città.

## La mamma automa
- Titolo originale: Maternal Combat

### Trama
Quando la mamma si ammala, Dexter decide di creare un robot per fare le faccende di casa al posto suo. Ma Dee Dee si impossessa del suo telecomando e semina il caos, costringendo Dexter a creare un secondo robot per contrastare quello di sua sorella.

## La giustificazione
- Titolo originale: Dexter Dodgeball

### Trama
Dexter è costretto a giocare a dodgeball dal suo supplente di educazione fisica. Fallendo costantemente per mano di tre bulli della scuola, Dexter costruisce un esoscheletro robotico per difendersi.

## Duello cosmico
- Titolo originale: Dial M for Monkey: Rasslor

### Trama
Il campione di wrestling intergalattico Rasslor sfida i supereroi della Terra, tra cui Scimmia, con in gioco il destino del pianeta.

## L'assistente
- Titolo originale: Dexter's Assistant

### Trama
Dexter assume sua sorella Dee Dee come assistente per vincere la gara di scienze, ma con risultati disastrosi, perché, con suo enorme fastidio e sua grande delusione, Dee Dee si rivela essere più intelligente di lui.

## Il rivale
- Titolo originale: Dexter's Rival

### Trama
Mandark, il rivale di Dexter, possiede un laboratorio molto avanzato. Allora Dexter, per vendicarsi, gli combina un appuntamento con Dee Dee. Mandark ne rimane subito infatuato e vorrebbe ballare con lei, Dee Dee accetta, ma nella foga, la ragazza gli distrugge invece l' intero laboratorio .

## Un simpatico scimmione
- Titolo originale: Dial M for Monkey: Simion

### Trama
Scimmia incontra Simion, uno scimpanzé antropomorfo intelligente che cerca vendetta sugli umani per averlo trasformato nel suo stato attuale.

## Voglio vedere la TV
- Titolo originale: Old Man Dexter

### Trama
Per poter vedere la TV di sera a tardi, Dexter usa una macchina per la crescita per diventare adolescente, ma la sorella Dee Dee come al solito ci mette lo zampino e modificando le impostazioni, fa diventare Dexter un vecchietto.
- Note: l'episodio era noto inizialmente col titolo Dexter Il vecchio.

## Il cagnolino giurassico
- Titolo originale: Jurassic Pooch

### Trama
Prendendo il cuore e il cervello di un cane, Dexter crea un dinosauro dell'era giurassica dalla personalità di un cane a cui sua sorella Dee Dee si affeziona pericolosamente.

## La cameretta
- Titolo originale: Dee Dee's Room

### Trama
Dexter tenta di entrare nella stanza di Dee Dee per recuperare una sua invenzione ma la cameretta è infestata da pidocchi. Dopo essersi liberato da tali minacce, Dexter crede di essere al sicuro, non prima però di venire scoperto da Dee Dee, che lo bacia. Dexter, avendo ricevuto il bacio dalla sorella, ne rimane profondamente disgustato ed inorridito.

## Omelette al formaggio
- Titolo originale: Omelette du Fromage

### Trama
Dexter si rende conto di non aver studiato per la verifica di francese, perciò costruisce una macchina che gli faccia insegnare il francese mentre dorme, ma l'unica espressione che impara è Omelette du Fromage (frittata al formaggio, in italiano), con risultati disastrosi, subendo addirittura lo scherno da parte di Dee Dee.

## Una nuova vita
- Titolo originale: Way of the Dee Dee

### Trama
Dee Dee si rende conto che Dexter trascorre troppo tempo nel suo laboratorio e vuole aiutarlo a non isolarsi sempre di più. Dapprima Dexter è restio ad ascoltare la sorella, ma accetta ugualmente la sua proposta. Dee Dee quindi cerca di infondergli uno stile di vita spensierato, ma alla fine ciò porterà a scarsi risultati, infatti comportandosi come lei, Dexter finisce per diventare distruttivo, fino a sfasciare l' intero laboratorio. Esasperata dal fatto che il fratellino sia andato oltre ogni limite, la ragazza si pente di quello che ha fatto e prorompe in pianto. Dexter, sentendosi dispiaciuto di aver ferito moralmente Dee Dee, è costretto a ricostruire daccapo il laboratorio.

## La gara di scienze
- Titolo originale: Mandarker

### Trama
Mandark cerca di battere Dexter in una gara scientifica. Dee Dee in un qualche modo, viene a sapere della gara, e teme che Dexter possa perdere contro Mandark, ma lui cerca di tranquillizzare la sorella poiché ha la vittoria in pugno. Quando, il giorno della gara, Mandark evoca un mostro verde gelatinoso, questi terrorizza il pubblico e rapisce Dee Dee, che è tra i partecipanti. Dexter, per poter salvare la ragazza, abbandona temporaneamente la sua ostilità con Mandark per fermare definitivamente il mostro, e entrambi, oltre a permettere il normale svolgimento della gara, si ritrovano, a dover vincere pari merito e a litigare nuovamente su come dividersi il premio, mentre Dee Dee chiede l'aiuto di Dexter per poter evitare e respingere le avance che Mandark le fa.

## Uao, che mostri!
- Titolo originale: Monstory

### Trama
Dexter viene ancora una volta disturbato dalle inutili chiacchiere di Dee Dee, così per farla tacere le fa bere una pozione per farla smettere di parlare, ma che per errore la trasforma in mostro. Dexter decide di fare la stessa cosa, pur di non sentirla. Una volta trasformati in esseri mostruosi, i due fratellini seminano il panico in città, ma nel combattimento che ne segue, lui ha la peggio e si ritroverà a dover sorbire le inutili chiacchiere di lei.